# Питер Земан
Питер Земан (хол. Pieter Zeeman; Зонемер, 25. мај 1865 — Амстердам, 9. октобар 1943) био је холандски физичар.

## Биографија
Земан је студирао физику код професора Хендрик Антон Лоренца и Хајке Камерлинг Онеса на Универзитету у Лајдену. По завршетку студија остао је у Лајдену и радио као доцент. Године 1897. прешао је на Универзитет у Амстердаму и тамо постао редовни професор 1900. Од 1908. је директор Института за физику.

## Достигнућа
Питер Земан је постао чувен по открићу ефекта који носи његово име. Године 1896, открио је да се спектралне линије извора светлости у јаком магнетском пољу поларизују. Овај феномен потврдио је таласну природу светлости.
За истраживања утицаја магнетизма на зрачење Земан је, са својим учитељем Хендрик Антон Лоренцом, награђен Нобеловом наградом за физику 1902..
Један кратер на Месецу је по њему 1970. добио име Земан.